# 40 v.Chr.
Het jaar 40 v.Chr. is een jaartal in de 1e eeuw v.Chr. volgens de christelijke jaartelling.

## Gebeurtenissen

### Italië
- In Rome worden Gnaeus Domitius Calvinus en Gaius Asinius Pollio door de Senaat gekozen tot consul van het Imperium Romanum.
- In Etrurië wordt Perusia belegerd en gedwongen zich over te geven. Octavianus spaart het leven van Lucius Antonius; hij is de 'zaakwaarnemer' voor Antonius, de bevolking wordt in slavernij afgevoerd.
- Quintus Salvidienus Rufus wordt als gouverneur naar Gallia Transalpina gestuurd om het bevel over het Romeins leger (11 legioen)en op zich te nemen, na het overlijden van Quintus Fufius Calenus. Gaius Julius Caesar Octavianus laat zich scheiden van Clodia en trouwt met Scribonia, een zus van Lucius Scribonius Libo.
- Sextus Pompeius verovert met een Romeins expeditieleger (4 legioenen) Sardinië en Corsica. Hij bedreigt met de Romeinse vloot de graantoevoer naar Rome.
- Vrede van Brundisium: De Romeinse Republiek wordt door de Triumvirs verdeeld, Octavianus Caesar voert het bestuur over de Westelijke provincies en Marcus Antonius over de Oostelijke provincies. Hispania en Africa, de graanschuur van Rome, worden toegewezen aan Marcus Aemilius Lepidus. Ter bezegeling trouwt Antonius met Octavia, de zus van Octavianus.

### Midden-Oosten
- Cleopatra VII brengt in Alexandrië in het koninklijk paleis een tweeling ter wereld: Alexander Helios en Cleopatra Selena.
- In Judea verschijnt Aristobulus' zoon Antigonus opnieuw op het toneel. Geholpen door de

Parthische kroonprins Pacorus I 
pleegt hij een staatsgreep. Hij verklaart dat het Hasmonese rijk in ere is hersteld. Om ervoor te zorgen dat zijn oom Hyrkanus II voorgoed ongeschikt zal zijn voor het hogepriesterschap, snijdt Antigonus hem de oren af (een hogepriester mag geen lichamelijke gebreken hebben.

### Parthië
- Orodes II valt Armenië binnen en dwingt Artavasdes II zich tegen de Romeinen te keren. Onder aanvoering van zijn zoon Pacorus I en geholpen door de Republikeinse veldheer Quintus Labienus, verovert het Parthische leger de Romeinse provincies Syria en Judea, alsmede een groot deel van Klein-Azië.
- Antigonus probeert met hulp van de Parthen het Joodse Hasmonese rijk in ere te herstellen, Herodes I ontsnapt uit Jeruzalem en vlucht naar Rome.

## Geboren
- Cleopatra Selena, dochter van Cleopatra en Marcus Antonius (overleden 6)

## Overleden
- Gaius Claudius Marcellus, Romeins consul en staatsman
- Lucius Decidius Saxa, legatus van Syria
- Phasaël, broer van Herodes de Grote